# Andrej Zygmantovitsj
Andrej Zygmantovitsj (Wit-Russisch: Андрэй Зыгмантовіч, Andrej Zyhmantovitsj; Russisch: Андрэй Викентьевич Зыгмантовіч) (Minsk, 2 december 1962) is een Wit-Russisch voormalig voetbalspeler.

## Biografie
Hij begon zijn carrière bij Dinamo Minsk en veroverde in 1982 de landstitel met de club. In 1991 trok hij voor één seizoen naar het Nederlandse FC Groningen.  Hij trainde nog bij FC Zuidlaren en keerde dan terug naar Minsk. Hij beëindigde zijn carrière bij de Spaanse eersteklasser Racing Santander.
Zygmantovitsj speelde 36 wedstrijden voor het nationale elftal van de Sovjet-Unie en debuteerde op 28 maart 1984 in de vriendschappelijke wedstrijd tegen West-Duitsland (2-1). Hij scoorde op het WK 1990 tegen Kameroen. Na het uiteenvallen van de Sovjet-Unie speelde hij ook negen interlands voor het Wit-Russisch voetbalelftal.
Na zijn spelerscarrière werd hij trainer. In 2014 was hij kort ad interim bondscoach van Wit-Rusland.

## Erelijs
Dinamo Minsk
Sovjet Top Liga :1982
Vysjejsjaja Liga: 1992/93
Individueel
Wit-Russisch voetballer van het jaar: 1992, 1994